# Edmund Blunden

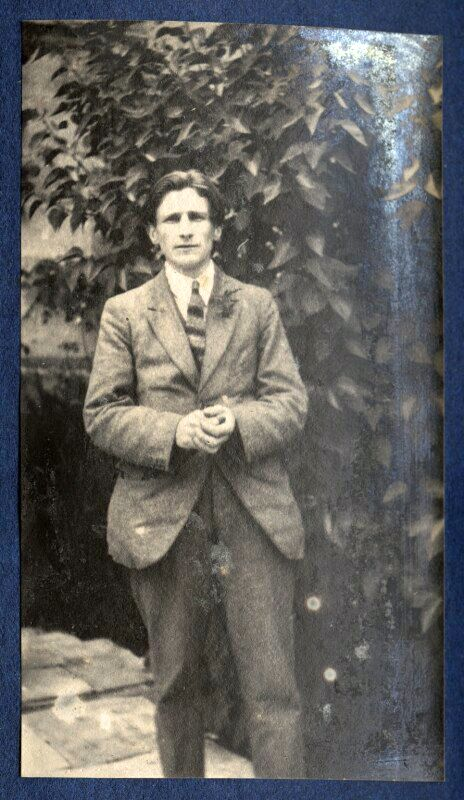
Edmund Blunden (1923)

Edmund Charles Blunden (* 1. November 1896 in London; † 20. Januar 1974 in Long Melford, Grafschaft Suffolk (England)) war ein englischer Dichter, Schriftsteller, Literaturwissenschaftler und -kritiker. Als Dichter des Ersten Weltkriegs ist er Zeitgenosse seiner bekannteren Landsleute Wilfred Owen und Siegfried Sassoon. Seine wissenschaftlichen und editorischen Arbeiten über John Clare und Ivor Gurney machte diese einer größeren Leserschaft bekannt. Er war Professor in Oxford und Tokio, weshalb er in Japan hohes Ansehen als europäischer Gelehrter genießt.

## Leben

### Jugendjahre und Erster Weltkrieg
Blunden wurde als ältestes von neun Kindern eines Lehrerpaars geboren. Im Jahr 1900 zog seine Familie in den Arbeiterwohnort Yalding (Grafschaft Kent). Diese Umgebung inspirierte später viele von Blundens Gedichten. 1909 wechselte er von der örtlichen Grammar School zum Internat Christ’s Hospital in Sussex, da er für seine Leistung in den Alten Sprachen ein Stipendium erhielt. Er bestand die Aufnahmeprüfung zum Queen’s College an der Oxford University und studierte dort Altphilologie.
Die Gelegenheit zur Promotion schlug Blunden aus und trat 1915 freiwillig in die British Army ein. Im Frühjahr 1916 wurde er Offizier im 11. Royal Sussex Regiment. Er nahm an den Schlachten bei Ypern und an der Somme teil, wofür ihm das Military Cross verliehen wurde. Seine Sicht des Krieges, vor allem traumatische Erlebnisse, schilderte er 1928 in Undertones of War.

### Zwischen den Kriegen
In einem Ausbildungslager in Suffolk begegnete er 1918 Mary Daines, die er noch im selben Jahr heiratete. Ihre Tochter Joy wurde im Juli 1919 geboren, verstarb jedoch schon als Säugling nach einer Infektion. Ihren Tod verarbeitete er in Gedichten wie The Child’s Grave und To Joy. Letzteres wurde von dem ihm befreundeten Komponisten Gerald Finzi vertont. Er lernte in diesem Jahr Siegfried Sassoon kennen, seinerzeit Literatur-Redakteur des Daily Herald, an den er einige seiner ersten Gedichte gesandt hatte. Sassoon stammte aus demselben Landesteil Englands und teilte Blundens Leidenschaft für Jagd und Cricket. Ihre tiefe Freundschaft, die über vierzig Jahre anhielt, spiegelt sich in einer umfangreichen Korrespondenz wider. Durch Sassoon wurde er auch mit Thomas Hardy bekannt.
Blunden setzte seine Studien in Oxford fort, wechselte aber von den Alten Sprachen zu Englischer Literatur. Obwohl er bereits eine große Anzahl von Veröffentlichungen in wissenschaftlichen Zeitschriften hatte, vornehmlich über John Clare, reichten die Honorare nicht aus, um seine Familie zu ernähren. Er nahm das Angebot an, in London als Journalist für The Athenaeum und The Nation zu arbeiten. Um 1920 stellte er seinen ersten Gedichtband The Waggoner zusammen, der nach der Veröffentlichung beachtliche Aufmerksamkeit erreichte, auch bei Hardy und dem Dichter Walter de la Mare.
1920 wurde seine zweite Tochter Clare geboren, ein Jahr später der Sohn John; ihre Vornamen trugen die Kinder nach John Clare. Blunden entdeckte bei seinen Forschungen über ihn etliche noch unveröffentlichte Gedichte, die er unter dem Titel Poems Chiefly from Manuscript herausgab. Die Edition weckte ein breites Interesse an Clares nachgelassenen Werken.
Blundens Gesundheit war bereits durch die traumatischen Kriegserlebnisse und den nicht verwundenen Verlust der Tochter Joy angegriffen gewesen. Häusliche Schwierigkeiten mit seiner Frau verschlimmerten sie. Freunde überredeten ihn, nach Buenos Aires zu reisen. Sein Reisebericht erschien 1922 unter dem Titel The Bonaventure. Dennoch besserte die Reise seinen Zustand nicht. Bei der Rückkehr nach England wurde Blunden von der Nachricht überrascht, dass ihm für den Gedichtband The Shepherd der angesehene Hawthornden-Preis verliehen worden war.
Im April 1924 nahm Blunden eine Professur für Englisch an der Universität Tokio an. Diese Position hatte ihm der Keats-Forscher Takeshi Saito vermittelt, von da an Blundens lebenslanger Freund. Er blieb bis zum Juli 1927 in Japan. Währenddessen versuchte Blunden, seinen Schülern einen Zugang zur westlichen Kultur zu verschaffen. Seine Frau war mit den Kindern in England geblieben. Ihr Verhältnis verschlechterte sich, da Blunden seine japanische Sekretärin mit in die Heimat brachte, so dass sie sich 1931 schließlich scheiden ließen. Die Jahre von 1927 bis 1931 zeichneten sich durch Blundens Arbeitsreichtum und den schriftstellerischen Erfolg aus, aber auch durch seine sich stetig verschlechternde Gesundheit. Er hatte schon als Kind unter Asthma gelitten.
1930 zog sich Blunden nach Hawstead (Suffolk) zu seinem Bruder Gilbert und dessen deutscher Frau zurück. Er nahm erneut eine Stellung als stellvertretender Redakteur bei The Nation an. Im folgenden Jahr kehrte er für kurze Zeit nach Yalding zurück, um die Veröffentlichung von Wilfred Owens Gedichten vorzubereiten. Wie seine Wiederentdeckung Clares schuf er auch für Owen erstmals einen größeren Leserkreis. Im Oktober 1931 schließlich wurde er Fellow und Englischdozent am Merton College in Oxford. 1932 heiratete Blunden seine Kritikerkollegin Sylva Norman.

### Zweiter Weltkrieg und Pazifismus
Sylva war 1939 in die Armee eingetreten. Blunden selbst lehnte jede kriegerische Auseinandersetzungen ab. Im April 1940 schrieb er in der Times, er missbillige die Pläne zur Bombardierung deutscher Städte und den unvermeidlichen Tod von Zivilisten. Die Reaktion waren Hausdurchsuchungen bei seiner Schwägerin, bei denen die Polizei Blundens Briefwechsel mit Sylva beschlagnahmte und seine Bibliothek durchsuchte. Er hatte kein politisches Interesse. Er weigerte sich auch, zum Pazifismus der späten 1930er-Jahre Stellung zu beziehen. Die öffentliche Meinung unterstellte ihm Sympathie für den Nationalsozialismus, wie sie ihn auch später in den 1950er-Jahren zum Kommunisten erklärte, als er die Volksrepublik China besuchte.
Seine Überzeugung von der fundamentalen Gutheit des Menschen und der daraus folgenden Notwendigkeit, den Krieg um jeden Preis zu verhindern, führte immer wieder zu Missverständnissen in der Öffentlichkeit. Blunden versuchte durch Schriften, Reden und vermittelnde Besuche in Deutschland immer wieder, einen erneuten Kriegsausbruch zu verhindern. Er bezeichnete sich dabei ausdrücklich nicht als politische Stimme, sondern als Vermittler zwischen den Menschen. Er war tief enttäuscht, als England seine Warnungen überhörte und in den Zweiten Weltkrieg eintrat.

### Kulturmittler in Asien
Nach dem Krieg ließ sich Blunden erneut scheiden und heiratete 1945 ein drittes Mal. Seine Frau wurde Claire Poynting, die er schon Jahre zuvor als Englischstudentin am St Hilda’s College kennengelernt hatte. Er trat als Mitarbeiter dem Times Literary Supplement. Seine Tochter Margaret wurde 1946 geboren. Rufe chinesischer und koreanischer Universitäten erreichten ihn, aber Blunden entschloss sich, wieder als Kulturberater nach Japan zu gehen. Er folgte seiner Überzeugung, dass die Literatur einfacher Frieden schaffen könne als die Politik.
Seinem zweiten Japan-Besuch 1947 eilte der Ruf des Gelehrten voraus. Er hatte eine große Anzahl offizieller Einladungen zu Reden und mehr als 600 Vorlesungen als Teil des Kulturaustausches zu bewältigen. Blunden wurde ein Repräsentant der englischen Kultur. Seine Vorlesungen wurden veröffentlicht, 1950 wählte ihn die Japanische Akademie zu ihrem Mitglied. Gedenkplaketten mit Blundens Versen sind noch heute überall im Land zu finden.
Nach der Rückkehr nach England im Jahr 1950 wandte er sich der Imperial War Graves Commission zu (seit 1960 Commonwealth War Graves Commission), der britischen Organisation zur Kriegsgräberfürsorge, und besuchte mehrmals die Kriegsschauplätze in Italien und in der Normandie.
Die anhaltende Freundschaft zu dem Komponisten Gerald Finzi führte dazu, dass sie 1953 gemeinsam ein Werk zur Krönung Elisabeths II. verfassen durften.
Als Herausgeber besorgte Blunden nun eine erste Auswahl der Gedichte von Ivor Gurney und eine Edition von Percy Bysshe Shelley. Einen Lehrstuhl für Dichtung in Oxford lehnte er ab, ebenso die Vizekanzlerschaft der Universität.

### Die letzten Jahre
Dem Ehepaar wurden noch drei weitere Töchter geboren, Lucy (* 1948), Frances (* 1950) und Catherine (* 1956). Blunden nahm einen vakanten Lehrstuhl für Englisch an der Universität Hongkong und zog mit seiner Familie im September 1953 in die Kronkolonie. Er unternahm von dort aus zwei Reisen nach China, auf denen er Zhou Enlai traf, und weitere Reisen nach Europa an die Orte der ehemaligen Flandernschlachten.
1956 wurde Blunden mit der Queen’s Gold Medal for Poetry ausgezeichnet, 1957 veröffentlichte er eine Gesamtausgabe seiner Gedichte. Im Jahr 1962 veröffentlichte er mit A Hong Kong House seinen letzten Gedichtband.
1964 setzte er sich mit seiner Familie in Long Melford (Suffolk) zur Ruhe, nahm aber weiterhin am literarischen Leben teil und arbeitete an seinem dichterischen Spätwerk.
1966 wurde ihm die Professur für Dichtung in Oxford verliehen, von der er aber bereits im folgenden Jahr – sein langjähriger Freund Siegfried Sassoon war gestorben und die Erinnerungen an den Ersten Weltkrieg ließen ihn nicht los – zurücktrat. Blunden beendete 1967 seine Arbeit.

## Dichtung
Ein Großteil von Blundens Dichtungen nimmt sich der psychologisch-philosophischen Deutung zeitloser Themen an, zum Beispiel der Natur und dem Verhältnis des Menschen zu ihr, des Menschen im Krieg – vor allem des Zerstörungstriebs, der zum Verrat am Friedenswillen werden kann – und des soldatischen Kameradengeistes in der Schlacht, schließlich der Bedeutung, „Untertöne“ und Paradoxa des Lebens zu erkennen, um durch eine tiefere Selbsterkenntnis schließlich den menschlichen Willen zu begreifen.
Obwohl auch Blunden wie Sassoon und Owen Kriegsgedichte schrieb, vermied er deren drastische Anschaulichkeit. Seine Kriegsmemoiren gelten trotz ihrer literarischen Schönheit als weniger eindringlich im Vergleich zu Sassoon oder Robert Graves. Blundens Erinnerungen betonen weniger die Schrecken des Krieges, sie sind mit mehr Understatement und subjektiver geschrieben.

## Werke

### Als Autor
- Poems 1913 and 1914 (Übersetzungen aus dem Französischen), 1914
- The Harbingers, 1916
- Pastorals, 1916
- The Waggoner, 1920
- The Shepherd and Other Poems of Peace and War, 1922
- The Bonadventure, 1922
- Christ’s Hospital: a Retrospect 1923
- Masks of Time, 1925
- English Poems, 1926
- Retreat, 1928
- Leigh Hunt’s Examiner Examined. An account of the newspaper, extracts and commentary, 1928
- Japanese Garland, 1928
- Undertones of War, 1928
- Near and Far, 1929
- Leigh Hunt, 1930
- De Bello Germanico, 1930
- Votive Tablets: Studies Chiefly Appreciative of English Authors and Books, 1931
- The Face of England, 1932
- A Halfway House, 1932
- Charles Lamb and his Contemporaries, 1932
- We’ll Shift Our Ground, 1933 (mit Sylva Blunden)
- The Mind’s Eye, 1934
- Choice or Chance, 1934
- An Elegy and Other Poems, 1937
- Poems 1930–1940, 1941
- English Villages, 1941
- Thomas Hardy. In: English Men of Letters, 1942
- Cricket Country, 1942
- Shells by a Stream, 1942
- Shelley, 1946
- After the Bombing, 1949
- John Keats. In: Writers and their Works, 1950
- Edmund Blunden: a Selection of his Poetry and Prose, 1950
- Charles Lamb. In: Writers and their Works, 1954
- Poems of Many Years, 1957
- War Poets 1914–1918, 1958
- A Hong Kong House, 1962
- Eleven Poems, 1966
- The Midnight Skaters: Poems for young readers, 1968

### Als Herausgeber
- Poems Chiefly from Manuscript (John Clare), 1920
- A Song to David by Christopher Smart (Christopher Smart), 1924
- Shelley and Keats: As they struck their Contemporaries, 1925
- On the Poems of Henry Vaughan, 1927
- Poems of William Collins (in: Study of William Collins), 1929
- Sketches in the Life of John Clare, 1931
- Poems of Wilfred Owen, 1931
- Poems by Ivor Gurney, 1954